# Мінатозакі Сана
Сана Мінатодзаки  (яп. 湊崎 紗夏 Мінатодзакі Сана) , або просто Сана (29 грудня 1996, Осака) — японська співачка, учасниця південнокорейського гурту Twice і саб-юніту MiSaMo. Її фраза «Shy Shy Shy» з пісні Cheer Up стала вірусною та принесла їй популярність.

## Кар'єра
Сана почала свою кар'єру як трені в JYP Entertainment у 2012 році. Її помітили в торговому центрі під час навчання в середній школі.
Вона дебютувала як учасниця TWICE у 2015 році після участі в реаліті-шоу SIXTEEN, де визначали склад майбутнього гурту.
TWICE стрімко стали однією з найуспішніших гьорл-груп в історії K-pop, завоювавши любов шанувальників як в Кореї, так і за її межами.